# Ingrid Gamer-Wallert
Ingrid Gamer-Wallert (née le 3 février 1936 à Ełk, en Prusse orientale) est une égyptologue allemande mariée à l'archéologue Gustav Gamer.

## Biographie
Ingrid Wallert obtient son doctorat en août 1962 à l'université de Munich avec une thèse sur les palmiers dans l'Égypte antique.
En 1962/1963, elle est titulaire d'une bourse de voyage de l'Institut archéologique allemand.
Elle obtient son habilitation à l'université de Tübingen en 1968 avec une thèse intitulée « Fische und Fischkulte im Alten Ägypten ».
Elle collabore ensuite à l'Atlas du Proche-Orient de Tübingen, dont elle est la deuxième porte-parole pendant des années.
En 1974, elle est nommée professeur hors classe et enseigne l'égyptologie à l'Institut d'égyptologie de l'université depuis 1978 jusqu'à son départ à la retraite. De 1990 à 1994, elle est vice-présidente de l'université de Tübingen.
Gamer-Wallert est membre correspondant de l'Institut archéologique allemand et de la « Real Academia de Bellas Artes de Santa Isabel de Hungría » à Séville.

## Travaux
Elle participe aux fouilles du temple du Lion de Naqa (Soudan).
Elle est chargée, dans le cadre des fouilles menées sous la direction de Farouk Gomma dans la tombe de Montouemhat à Thèbes-Ouest (TT34), du traitement des scènes en relief des couloirs à piliers du deuxième atrium.
Avec Hellmut Brunner, Gamer-Wallert publie les Tübinger ägyptologische Beiträge.

## Publications
- Die Palmen im Alten Ägypten (Les palmiers dans l'Égypte antique), Berlin, 1962 (thèse de doctorat ).
- Der verzierte Löffel. Seine Formgeschichte und Verwendung im Alten Ägypten, Harrassowitz, Wiesbaden, 1967.
- Fische und Fischkulte im Alten Ägypten (Poissons et cultes des poissons dans l'Égypte antique), Harrassowitz, Wiesbaden, 1970.
- Ägyptische und ägyptisierende Funde von der Iberischen Halbinsel (Découvertes égyptiennes et égyptisantes de la péninsule ibérique), Reichert, Wiesbaden, 1978, (Tübinger Atlas des Vorderen Orients, Beihefte. Reihe B, Geisteswissenschaften, Nummer 21),  (ISBN 3-88226-019-X).
- Der Löwentempel von Naqca (Sudan) I und III, Wiesbaden 1983.
- Ägyptologische Entdeckungen bei Privatsammlern in und um Stuttgart (Découvertes égyptologiques chez des collectionneurs privés à et autour de Stuttgart), Attempto, Tübingen, 1997,  (ISBN 3-89308-255-7).
- Von Giza bis Tübingen. Die bewegte Geschichte der Mastaba G 5071 (De Gizeh à Tübingen. L'histoire mouvementée du mastaba G 5071), Tübingen, 1998.
- Graf Eberhards Palme. Vom persönlichen Zeichen zum Universitätslogo, Silberburg-Verlag, Tübingen, 2003,  (ISBN 3-87407-565-6).
- Die Wandreliefs des Zweiten Lichthofs im Grab des Monthemhat (TT 34) (Les reliefs muraux du deuxième atrium dans la tombe de Monthemhat (TT 34)), Wien, 2013.
- Die Tübinger Mastaba (Le mastaba de Tübingen), Tübingen, 2014.

- avec Antonio Tovar et Wolfgang Röllig, Historia del Antiguo Oriente, Barcelone, 1984.
- Troia. Brücke zwischen Orient und Okzident (Troie. Pont entre l'Orient et l'Occident), Attempto, Tübingen 1992,  (ISBN 3-89308-150-X).
- Gegengabe. Festschrift für Emma Brunner-Traut (Publication commémorative pour Emma Brunner-Traut), Attempto, Tübingen, 1992,  (ISBN 3-89308-143-7).
- avec Gabriele Steffen, Tübingen. Eine Stadt und eine Universität (Tübingen. Une ville et une université), Attempto, Tübingen, 1992,  (ISBN 3-89308-225-5).